# August Wenzinger
August Wenzinger (14. listopadu 1905 Basilej – 25. prosince 1996 Metzerlen-Mariastein) byl violoncellista, hráč na violu da gamba, dirigent, pedagog a hudební vědec pocházející z Basileje ve Švýcarsku. Jako mistr hry na violu da gamba i jako dirigent barokní orchestrální hudby a oper byl průkopníkem historicky poučené interpretace staré hudby.

## Život
Wenzinger získal základní hudební vzdělání na basilejské konzervatoři, poté pokračoval ve studiu violoncella u Paula Grümmera a hudební teorie u Philippa Jarnacha na Hochschule für Musik v Kolíně nad Rýnem. Pak absolvoval soukromé hodiny hry na violoncello u Emanuela Feuermanna v Berlíně. Wenzinger působil jako první violoncellista v Brémském městském orchestru (1929–1934) a Basel Allgemeine Musikgesellschaft (1936–1970).
V roce 1925 Wenzinger zvládl hru na violu da gamba, nástroj tehdy většinou považovaný za zastaralý. Stal se členem Kabeler Kammermusik (Kabelského komorního souboru), okruhu hudebníků se zájmem o autentické barokní provedení, sponzorovaného výrobcem papíru Hansem Eberhardem Hoeschem v Hagenu v Německu. V roce 1930 on a flétnista Gustav Scheck založili Kammermusikkreis Scheck-Wenzinger (Kroužek komorní hudby Scheck-Wenzinger), který byl až do 50. let považován za přední soubor staré hudby.
V roce 1933 Wenzinger převzal vedení Kabeler Kammermusik, ale skupina byla pod politickým tlakem brzy rozpuštěna. Wenzinger se téhož roku přestěhoval do Basileje, kde se stal učitelem hry na violoncello a violu da gamba na nově založené Schola Cantorum Basiliensis.
Wenzinger byl jedním z prvních hudebníků, kteří nahrávali s violou da gamba. V roce 1968 spolu s významnou švýcarskou hráčkou na violu da gamba Hannelore Muellerovou založil trio viol da gamba při Schola Cantorum Basiliensis. Na Schola Cantorum Basiliensis vyučoval mnoho uznávaných violistů, včetně Jordiho Savalla, který jej nahradil v roce 1974 jako profesor violy da gamba, a Hannelore Muellerovou, která jej nahradila jako profesorka violy da gamba a barokního violoncella. Wenzinger také učil na Harvardově a na Brandeisově universitě ve Spojených státech. V roce 1960 získal čestný doktorát Univerzity v Basileji.
Wenzinger byl také uznávaným dirigentem a v roce 1949 pro gramofonovou společnost Archiv řídil nahrávku Braniborských koncertů s barokními hudebními nástroji. V letech 1954 až 1958 vedl Capella Coloniensis, barokní orchestr Západoněmeckého rozhlasu v Kolíně nad Rýnem. V roce 1955 Wenzinger řídil tento orchestr v jedné z prvních nahrávek opery L'Orfeo Claudia Monteverdiho. V letech 1958 až 1966 řídil představení barokních oper v Herrenhausenu v Hannoveru.
Wenzinger vydal Gambenübung, metodicku hry na violu da gamba ve dvou svazcích (1935, 1938), a Gambenfibel, základní kurs violy da gamba (1943). V roce 1950 pro vydavatelství Bärenreiter editoval Bachovy suity pro sólové violoncello; toto vydání dodnes patří mezi nejpoužívanější. Dále vydal také několik barokních oper.